# Embankment metróállomás
Az Embankment a londoni metró egyik állomása az 1-es zónában, a Circle line, a Bakerloo line, a District line és a Northern line érinti.

## Története
1870. május 30-án adták át a District line részeként. 1906-ban a mai Bakerloo line, 1914-ben pedig a Northern line megállóját adták át. 2009 decemberétől a Circle line is érinti.

## Forgalom
| Járat | Útvonal | Gyakoriság       |
| ----- | --- | ---------------- |
|       | Harrow & Wealdstone – Kenton – South Kenton – North Wembley – Wembley Central – Stonebridge Park – Harlesden – Willesden Junction – Kensal Green – Queen’s Park – Kilburn Park – Maida Vale – Warwick Avenue – Paddington – Edgware Road – Marylebone – Baker Street – Regent’s Park – Oxford Circus – Piccadilly Circus – Charing Cross – Embankment – Waterloo – Lambeth North – Elephant & Castle | 3 percenként     |
|       | Hammersmith – Goldhawk Road – Shepherd’s Bush Market – Wood Lane – Latimer Road – Ladbroke Grove – Westbourne Park – Royal Oak – Paddington – Edgware Road – Baker Street – Great Portland Street – Euston Square – King’s Cross St. Pancras – Farringdon – Barbican – Moorgate – Liverpool Street – Aldgate – Tower Hill – Monument – Cannon Street – Mansion House – Blackfriars – Temple – Embankment – Westminster – St. James’s Park – Victoria – Sloane Square – South Kensington – Gloucester Road – High Street Kensington – Notting Hill Gate – Bayswater – Paddington – Edgware Road | 10-15 percenként |
|       | Upminster – Upminster Bridge – Hornchurch – Elm Park – Dagenham East – Dagenham Heathway – Becontree – Upney – Barking – East Ham – Upton Park – Plaistow – West Ham – Bromley-by-Bow – Bow Road – Mile End – Stepney Green – Whitechapel – Aldgate East – Tower Hill – Monument – Cannon Street – Mansion House – Blackfriars – Temple – Embankment – Westminster – St. James’s Park – Victoria – Sloane Square – South Kensington – Gloucester Road – Earl’s Court (– tovább Wimbledon, Richmond, Kensington (Olympia) és Ealing Broadway felé)                                              | 2-3 percenként   |
|       | (High Barnet és Edgware felől –) Camden Town – Mornington Crescent – Euston – Warren Street – Goodge Street – Tottenham Court Road – Leicester Square – Charing Cross – Embankment – Waterloo – Kennington (– néha tovább Morden felé) | 3 percenként     |

## Átszállási kapcsolatok
| Állomás    | Átszállási kapcsolatok                                                                                       |
| ---------- | --- |
| Embankment | National Rail (London Charing Cross pályaudvar) Helyi buszok (Embankment Station) Hajó (RB1, RB1X, RB2, RB6) |

## Fordítás
- Ez a szócikk részben vagy egészben  az   Embankment tube station című angol Wikipédia-szócikk fordításán alapul.  Az eredeti cikk szerkesztőit annak laptörténete sorolja fel. Ez a jelzés csupán a megfogalmazás eredetét és a szerzői jogokat jelzi, nem szolgál a cikkben szereplő információk forrásmegjelöléseként.